# Чеквамегон
Чеква́мегон (англ. Chequamegon Bay [ʃəˈwɑːməɡæn]) — залив на юго-западе озера Верхнее в штате Висконсин. Акватория залива поделена между округами Ашленд и Бейфилд.

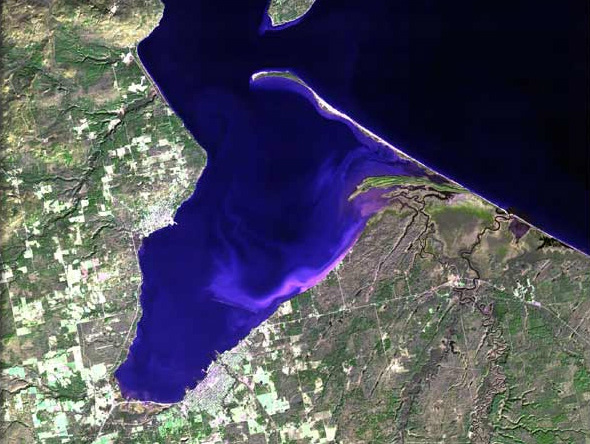
Спутниковый снимок залива.

Залив вдается в сушу примерно на 20 км при средней ширине в 8 км. Площадь около 160 км². Уровень уреза воды находится на высоте 183 м над уровнем моря. Максимальная глубина достигает 23 м, средняя — 8,6 м, на юге и востоке акватории глубины не превышают 5 м.
Среди ихтиофауны преобладают: американская корюшка (лат. Osmerus mordax), жёлтый окунь (лат. Perca flavescens), шайнеры (лат. Notropis spp.) и лососеокунь-омиско (лат. Percopsis omiscomaycus).
Спортивный лов рыбы происходит главным образом в весенний нерестовый сезон и короткий подледный период. Коммерческое рыболовство жёлтого окуня в небольших объёмах ведётся местными индейцами.